# Зеленка, Эмиль
Эмиль Зеленка (нем. Emil Selenka; 27 февраля 1842, Брауншвейг — 20 февраля 1902, Мюнхен) — немецкий зоолог, эмбриолог.

## Биография
Эмиль Зеленка родился в семье переплётчика Йоханнеса Зеленки. Будучи студентом Гёттингенского университета, изучал естествознание. После защиты диссертации по голотурии, Э. Зеленка остался в Геттингене в качестве ассистента профессора Вильгельма Кеферштейна. В этот период его исследования в основном были сосредоточенны по анатомии, таксономии и эмбриологии морских беспозвоночных, в особенности организмов из типа иглокожих.
В 1868 году он стал профессором зоологии и сравнительной анатомии в Лейденском университете, а в 1874 переехал в университет Эрланген. В 1895 году ему было присвоено почетное звание профессора в университете Мюнхена. Он был одним из основателей журнала Biologisches Zentralblatt.
Поздние исследования Э. Зеленки были проведены на млекопитающих. Он изучил раннее развитие эмбриона и зачаточного слоя у млекопитающих, а также сделал сравнительные анатомические исследования на человекообразных обезьянах, главным образом на гиббонах и орангутанах. Он нашёл доказательства того, что пространственное распределение рас орангутанов было вызвано географической изоляцией (аллопатрическое видообразование). Зеленка также рассмотрел эволюцию сумчатых и их морфологическую связь с пресмыкающимися.
Для сбора материала Э. Зеленка организовывал экспедиции в тропические страны. В 1877 году он предпринял экспедицию в Бразилию. С 1892 года Зеленка возглавлял экспедицию в Юго-Восточной Азии, которая длилась два года. В ходе неё он посетил Цейлон, Голландскую Ост-Индию, Японию, Китай и Австралию. Среди участников экспедиции была его вторая жена (на которой он женился в 1893 году), зоолог и феминистка Маргарет Зеленка.
Во время пребывания в Голландской Ост-Индии Э. Зеленка тяжело заболел и был вынужден вернуться в Германию. Его супруга продолжила исследования в джунглях Борнео самостоятельно.
Из его сочинений особенно важны относящиеся к эмбриологии иглокожих и позвоночных.

## Примечание
1. ↑  Сборник журналов Biologisches Centralblatt (англ.). Дата обращения: 15 ноября 2010. Архивировано 24 августа 2011 года.
2. ↑  Katzel, U. A radical women's rights and peace activist: Margarethe Lenore Selenka, initiator of the first worldwide Women's Peace Demonstration in 1899 // Journal of Women's History. — 2001. — Vol. 13, № 3. — P. 46—69. — doi:10.1353/jowh.2001.0067.